# Стане Бровет
Станислав Стане Бровет (Јосипдол, код Радља об Драви, 14. мај 1930 — Београд, 10. јун 2007) био је учесник Народноослободилачке борбе и адмирал ЈНА. У периоду од 1988. до 1992. обављао је функцију заменика Савезног секретара за народну одбрану СФР Југославије.

## Биографија
Рођен је 14. маја 1930. у Јосипдолу код Радља об Драви. Његов отац Руперт, рођен је на Бледу, а пореклом је из Копра. После Првог светског рата, као инжењер шумарства, добио је посао у руднику гранита у Јосипдолу. Године 1941. породица се преселила у Менгеш, где је Стане завршио основну школу. Нижу гимназију почео је у Љубљани, а завршио у Домжалама. Станетов отац је као резервни официр Војске Краљевине Југославије, крајем Априлског рата био заробљен, али је убрзо пуштен кући. Породица се потом преселила у Целовец, где је Стане наставио школовање.
Године 1945, заједно са братом Бојаном, Стане се учланио у Савез комунистичке омладине Југославије (СКОЈ) и прикључио се Народноослободилачкој војсци Југославије (НОВЈ). Пошто је био малолетан, одмах после завршетка рата је демобилисан и послат кући. Његова породица, се тада вратила у Словенију и преселила се у Ново Место, где је Стане завршио гимназију. После завршене гимназије, уписао је Војнопоморску школу у Сплиту и завршио је са одличним успехом. У чланство Комунистичке партије Југославије (КПЈ) примљен је 1948. године.
По завршетку школовања, Стане Бровет је био распоређен на разне дужности у Војнопоморском центру. Недуго затим постављен је за оперативца Контраобавештајне службе (КОС), да би после годину дана био додељен као секретар војног аташеа у НР Кини и на тој дужности је остао пет година. Године 1960. поново је послат као секретар војног аташеа у Италију и на тој дужности је остао до 1965. године. Још два пута је био војни аташе у Лондону, први пут као капетан корвете, а други пут као капетан бојног брода.
У периоду од 1976. до 1980. године завршио је Ратну школу ЈНА и том приликом је унапређен у чин контра-адмирала. Као одличан војни аналитичар и познавалац страних језика, нарочито кинеског, постављен је за начелника Војнообавештајне агенције и ту дужност обављао у периоду од 1984. до 1988. године. У том периоду унапређен у чин вице-адмирала.
Уз генерал-пуковника Рада Пехачека, једини је Словенац који се налазио на месту начелника Друге управе Генералштаба (војне обавештајне службе) Југословенске народне армије.
Када је 1988. године генерал-пуковник Вељко Кадијевић постављен за Савезног секретара за народну одбрану СФРЈ, Стане је изабран за начелника Друге управе Генералштаба ЈНА и унапређен у чин адмирала. Као заменик Савезног секретара за народну одбрану, Стане је био и координатор између Савезног секретаријата за народну одбрану (ССНО) и многих државних институција, као што су Савезно извршно веће (СИВ), Скупштина СФРЈ и Председништво СФРЈ.

### Сукоби у Словенији
Почетком рата у Словенији између словеначке полиције и припадника Територијалне одбране са регрутима ЈНА, Бровет је отишао у Љубљану као преговарач у име савезних органа. На снази је био прекид ватре, а он је, како преговарачу и доликује, на састанак дошао ненаоружан. Био је непријатно изненађен када су се Јанез Јанша, тадашњи министар одбране, и Игор Бавчар, тадашњи министар унутрашњих послова Словеније, у просторији појавили под пуном ратном опремом. Када су сели, испред себе су, на сто, према Броветовом сведочењу, одложили пушке. Схватио је провокацију, није реаговао, али никада није ни заборавио недоличан гест својих сународника.
Када је Вељко Кадијевић почетком 1992. поднео оставку на место Савезног секретара за народну одбрану СФРЈ, одмах након тога пензионисана су, под притиском Слободана Милошевића, 92 генерала који су били противници српскога политичкога врха. Међу пензионисанима су се нашли Стане Бровет, Александар Васиљевић и други.
Бровет се после пензионисања настанио у Београду и никад се више није вратио у Словенију. 
Преминуо је 10. јуна 2007. године у Београду и сахрањен је на београдском Новом гробљу.
Носилац је неколико југословенских одликовања, међу којима су — Орден народне армије са ловоровим венцем, Орден народне армије са златном звездом, Орден за војне заслуге са златним мачевима, Орден југословенске заставе са златним мачем на огрлици, Орден народне армије са сребрном звездом и Орден за војне заслуге са сребрним мачевима.